# Lakeside (Colorado)
Lakeside város az USA Colorado államában, Jefferson megyében. Lakosainak száma 16 fő (2020. április 1.).

## Népesség
A település népességének változása:

| 2010 | 8  |
| 2020 | 16 |